# マンガ・カ・ケール
『マンガ・カ・ケール』（MANGA KAKERU）は、グランゼーラによるダウンロードソフト。PlayStation Vita・PlayStation 4のマルチプラットフォーム。
2018年1月26日よりPS Vita版が配信開始。同年6月19日よりPS4版が配信された。当初はPS Vita版は600円で販売されていたが、PS4版配信開始に伴って800円に改定された。PS Vita版を既に購入しているユーザーはPS4版を100円で購入できる。PS4版発売後にどちらか一方を購入すれば両方のプラットフォームでプレイ可能。

## 概要
本ソフトウェアは「絵が描けなくても漫画が描ける」という要素をセールスポイントとした漫画作成ツールで、3Dモデリングされたキャラクターや小道具、漫符、擬音、演出などを配置して漫画を作成できる。素材は学園ものを基本におよそ3000種が用意されており、恋愛、サスペンス、野球、喧嘩、超能力バトルなど様々なジャンルの漫画が作成可能。無論、工夫次第で学園ものに留まらない漫画も描ける。アップデートやダウンロードコンテンツで新素材も順次追加されており、発売当初に比べてサッカー、音楽、SF、ギャンブルなどジャンルの幅も広がっている。背景素材はPS Vitaで撮影した写真や、保存されている画像データを取り込んで使用することもできる（PS Vita版のみだが、データ移行でPS4版でも利用可能）。また、アドベンチャー形式で選択肢を選んでいくだけで漫画の第1話を作成できる「第1話ジェネレーター」も収録されている。
作成した漫画は本作で読む以外にも、公式漫画投稿サイト「マンガ・ヨメール」に投稿したり、画像ファイルとして出力する事が可能。作成した漫画を個人的に公開したり同人活動に利用する事も許可されている。
元はウェブテクノロジの『コミPo!』に影響されて製作が開始されたものであり、同社も制作協力として携わっている。但し、『コミPo!』のようなページマンガタイプの漫画は作成できず、四コママンガ風に一コマずつ繋げていく形となる（コマの形の指定は出来る）。
有料のダウンロードソフトであるが、PlayStation Plus会員であれば無料でダウンロードが可能（アイテム課金は存在する）。
グランゼーラ初の自社新規IPタイトルとして2014年10月に制作が発表。当初同年内のリリースを予定していたが、データの不備により2015年冬発売予定に延期。その後、2015年4月24日に発売日未定とされた。その後、ほぼ情報の無い状態が2年以上続き、2017年末の日誌にて「来年、ついに皆様の元へお届けできることになりました」と公表された。その後に配信時期が2018年へと定められ、PlayStation 4とのマルチプラットフォーム化も発表された。
各プラットフォームはそれぞれ別ソフト扱いとなる為、漫画データの共有は出来ないが、PS Vita版からPS4版へのデータ移行は可能。PS4版からPS Vita版への移行は出来ない。

## 機能
エディットモード
1コマずつ編集し、漫画を作成するモード。用意された素材、登場人物作成モードで設定したキャラクターを用いて漫画を描く。1コマにつき配置できる素材、1セーブデータで配置できるコマ数は160が限度であり、その範囲内で収めなければならない。
登場人物作成モード
漫画に登場するキャラクターを作成するモード。性別、名前、髪型、顔つき、服装、体格などを設定してキャラクターを作成する。同一キャラの服装や髪型を変える場合でも別キャラクターとして作成する。靴は足首までがパーツに含まれる為、靴下との組み合わせにはある程度の制約がある（同開発陣が手掛けた『絶体絶命都市3 -壊れゆく街と彼女の歌-』などと同じ方式）。体格は身長と顔の大きさのみ設定可能。帽子や眼鏡も設定できる。ほくろや傷も付けられるが、髭は付けられない（エディットモードでアイテムとして付ける事は可能）。1セーブデータで登録可能な登場人物は30人まで。
マンガを画像出力
作成した漫画を高精細な画像ファイルとしてメモリーカードや本体ストレージに保存する機能。漫画はコマ単位で書き出しする。ファイル形式はPS Vita版はJPEG、PS4版はPNG。
マンガを投稿
投稿サイト「マンガ・ヨメール」にアップロードする。投稿時はタグ、説明文、公開の設定が可能だが、コメント欄の編集はマンガ・ヨメール内のマイページでのみ可能。最大投稿数は1アカウントにつき150だが、ゲーム自体のセーブデータは30までなので、適宜バックアップを取るか消すかする必要がある。
ビュワーモード
作成したコマを並べて閲覧するモード。レイアウトは2×2、3×3、4×4の三種類。
アシスタント
プレイヤーのアシスタントとなるキャラクターを登場人物作成モードと同じ要領で作成する。アシスタントは全セーブデータで共通で、ヘルプメッセージを表示させたり、マンガのデータ状況を教えてくれる。後で作成しなおす事も可能。
データを送る、受け取る
PS Vita版からPS4版へ漫画データをセーブデータ単位で転送する。サーバーに24時間アップロードする形となり、PS Vita版に表示された4桁の数字をPS4版で入力することでダウンロードが可能になる。データはPSNアカウントに紐付けられているため、仮に数字が合っていても同アカウントの本人以外が読み込む事はできない。

## 素材
各パーツはモノクロ表示がデフォルトになっているが、カラー、セピア表示にしたりトーンの濃さを変えることもできる（デフォルトの設定も可能）。透明度や縁の太さを設定したり、枠外の描写の有無も選択可能（コマから飛び出す演出も出来る）。キャラクターとアイテムの3Dオブジェクトは自由に向きや角度、距離を変えられる。それ以外の2Dオブジェクトは角度を変えられる他、変倍を掛ける事ができる。
素材は1コマにつき14個まで配置可能。但し、3Dオブジェクトは合計で10個まで。また、1セーブデータで使用できるデータ量とオブジェクト数も限りがあり、この制限を目一杯使って160コマ全てを埋める事は出来ない。
キャラクター
登場人物作成モードで作成したキャラクターを配置する。キャラクターは位置、サイズ、向き、ポーズ、表情、顔色、目線、首や手の向き、手持ちアイテム、手の形、髪の靡きなどを設定できる。ポーズは予め用意されたパターンから選ぶが、女性キャラの場合は見本とやや異なった独自のものになっている場合がある。パースの強弱も設定可能。
アイテム
小道具を配置する。食べ物、文房具などの小さいものから、乗り物、床、壁、建造物などの大掛かりなもの、舌や髭や手首と言った体の一部、無機質な物体や水しぶきなども含まれる。一部カテゴリを除いてキャラクターの手に持たせる事もできる。
ふきだし
登場人物の台詞やナレーションなどのテキストを乗せる吹き出しを配置する。吹き出しのデザインは楕円形、トゲトゲ、四角など複数のパターンから選ぶ。枠無しでテキストのみを表示する事もできる。テキストはフォントや縁などは設定できるが、縦書きか横書きのみで、角度を細かく変える事はできない。フォントはゴシック体、明朝体、アンチック体の3種類＋それぞれの太字の合計6種類。PS Vita版とPS4版では若干フォントの形が異なる。
描き文字
擬声音や演出に使う描き文字を配置する。「ドン！」など漫画の定番であるパターンが多数用意されているが、一文字ずつ配置する事も可能。但し、その場合は一文字につき素材一つ分となる為、あまり多くは配置できない。
漫符
感情や動作を表す漫符をパターンの中から選んで配置する。影、出血表現、ギャグマンガ調のデフォルメ顔などの演出も含まれる。
効果
集中線やグラデーション、光源、湯気などの演出効果を配置する。
背景
背景画像を配置する。背景は伸縮自在で、向きを変える事もできる。また、一部の背景はバックが透過処理になっている為、組み合わせる事ができる。
PS Vita版では外部画像やカメラで撮影した写真を取り込む事ができ、PS4版では作成済みのコマを取り込む事ができる。また、PS Vita版のデータを移行すれば、PS4版でも間接的に外部画像の取り込みが可能。
取り込める画像はJPEG形式、画像解像度64x64～2032x1088ピクセル、データサイズが1.3Mバイト以下に限られ、解像度がこれより大きいと自動で縮小されてしまう。
ペイントパレット
自分で線を引いて絵を描く機能。描いた絵はパターンとして保存され、素材として配置する事ができる。1セーブデータで使用できる絵は最大9枚。
グループ
キャラクター及びアイテムの3Dオブジェクトをグループ化する。複数素材を同時に動かしたり、立体的に重ね合わせる事ができる。但し、グループ自体も一つの素材としてカウントされるため、配置できる素材数は少なくなる。
字符グループ
アップデートで追加された機能。通常グループでは選択できない漫符、書き文字、ふきだし、効果をグループ化をする。
テンプレート
予め用意されたコマの構図を配置する。一部のテンプレートを除き、キャラクターは登場人物作成モードの一番上のキャラが配置される。配置後のコマは自由に編集可能。

## 第1話ジェネレーター
アドベンチャーゲーム形式で選択肢を選んでいくだけで漫画の第1話を作成できる機能。ストーリーを読み進めるにつれてコマが生成されていき、途中でキャラの名前や外見、背景などの編集を指示される事で基本操作の取得もできる。「学園コミック編」となっており、作成される第1話も学園もので固定。
選択肢に応じて野球、恋愛、超能力、サスペンスにジャンルが分岐し、展開もシリアスなものからコメディに走ったものまで様々。但し、あくまで第1話のジェネレーターである為、ストーリーは完結しない。作成された第1話は自由に編集が可能。ストーリー自体は必ず主人公とヒロインが登校中にぶつかるシーンから始まるが、これも後から変更できる。

### 登場人物
以下の設定は初期状態のものであり、第一話ジェネレーター終了後は全て変更可能。
漫画カケル / 速水太一
主人公の男子学生。ジャンルに応じて野球少年になったり、事件を推理したり、超能力が覚醒する。PS4版では名前が「速水太一」となっており、顔も違うモデルが選ばれている。
登場人物作成モードではPS Vita版の初期設定が男性キャラのデフォルトデータとなっている。Unity Asset Storeではアセットが販売されているが、こちらも速水太一名義である。
『絶体絶命都市4Plus -Summer Memories-』ではコンパスとして登場。
二葉ほのか / マンガ香久代
ヒロインの女子学生。登校中にカケルをぶつかり、この際に何を落としたかでジャンルが分岐する。ジャンルに応じて殺人に走ったり、野球部のマネージャーや超能力少女だったりするが、カケルと恋愛する展開はほぼ無い。PS4版では初期設定の顔が変わっている。
彼女のPS Vita版の初期設定は登場人物作成モードの女性キャラのデフォルトデータとなっているが、そちらでは名前が「マンガ香久代」になっている。また、第一話ジェネレーターの初期の髪型はポニーテールだが、『巨影都市』にブロマイドとして登場した際にはショートカットで描かれている。『絶体絶命都市4Plus』にコンパスとして登場した際にはショートカットが二葉ほのか、ポニーテールがマンガ香久代と区別されている。Unity Asset Storeではショートカット姿でアセットが販売されている。
四条ミサ
カケルのクラスメイトで、ほのかの友人。超能力編では生徒会に脅され、サスペンス編ではヒロインのような立ち位置になっている。
長谷川カズヤ
カケルのクラスの担任教師。どのジャンルでも転校生のカケルを生徒達に紹介する。
新見ユカリ
生徒会長。どのジャンルでも高圧的な態度を取るが、サスペンス編では何者かに刺殺される。超能力編では超能力で学園を支配しており、従わないほのかを始末しようとするが、カケルに超能力で吹き飛ばされたりスカートをめくられたりする。
安藤礼二
生徒会副会長。どのジャンルでもユカリに付き従っているが、サスペンス編ではカケル達と共にユカリの死体を発見する。
笠原フミト
生徒会庶務。どのジャンルでもユカリに付き従っている。超能力編でユカリのスカートがめくられると飛び跳ねて驚く。
佐藤ヒロノブ
野球部のキャプテン。野球編に登場する。選択次第ではカケルに告白され、断る様子もなく応じる。
中沢ケイコ
美人の保健医。サスペンス編に登場する。選択次第ではカケルを誘惑する。
高城良太
ピアノを弾く謎の男子生徒。恋愛編に登場する。選択次第ではカケルとの禁断の愛に目覚める。

## 挿入歌
「雨のち星空」
作詞・作曲・唄 - しの＊たえこ / 編曲 - 東大黒、しの＊たえこ
「Break the Limit」
作詞・作曲・唄 - しの＊たえこ / 編曲 - 東大黒、しの＊たえこ